# (1396) Outeniqua
(1396) Outeniqua – planetoida z pasa głównego asteroid okrążająca Słońce w ciągu 3 lat i 136 dni w średniej odległości 2,25 au. Została odkryta 9 sierpnia 1936 roku w Union Observatory w Johannesburgu przez Cyrila Jacksona. Nazwa planetoidy pochodzi od pasma górskiego Outeniqua, położonego w zachodniej części Kraju Przylądkowego. Przed nadaniem nazwy planetoida nosiła oznaczenie tymczasowe (1396) 1936 PF.